# العلاقات التونسية الروسية
أقيمت العلاقات بين الاتحاد السوفيتي وتونس في 11 يوليو/تموز عام 1956. واعلنت تونس اعترافها بروسيا في 25 ديسمبر/كانون الأول عام 1991. وعقد أول لقاء في تاريخ العلاقات الروسية التونسية بين رئيسي روسيا وتونس على هامش مؤتمر قمة الالفية الذي عقد في نيو يورك عام 2000.
وجرت في مايو/آيار عام 2001 وأبريل/نيسان عام 2002 أول زيارتين لوزيري الخارجية الروسي والتونسي في تاريخ العلاقات الروسية التونسية إلى كل من تونس وموسكو.
وفي نوفمبر/ تشرين الثاني عام 2005 قام وزير خارجية روسيا الاتحادية سيرغي لافروف بزيارة تونس في اطار جولته في المغرب العربي. وفي أكتوبر/تشرين الأول عام 2008 زار موسكو وزير الخارجية التونسي عبد الوهاب عبد الله.
في أبريل/نيسان عام 2005 ونوفمبر/تشرين الثاني/ ديسمبر/كانون الأول زار تونس سيرغي ستيباشين رئيس غرفة الرقابة المالية الروسية. وتم في اعقاب الزيارة توقيع اتفاقية بين هيئتي الرقابة المالية في كل من الدولتين.

## التعاون الاقتصادي
كان التعاون في مجال إنشاء المجمعات الكهرمائية في تونس طيلة سنوات من أهم الاتجاهات للتعاون الاقتصادي التقني وبينها سدود على انهر كساب وجومين وغزالة وسجنان. وقامت شركة «سيلخوز بروم أكسبورك» الروسية عام 1999 بإنجاز أكبر المجمعات المائية التونسية سد سيدي البراق. وفي عام 2006 تـم إنجاز خط ثاني لانابيب الماء سجنان – جومين وجومين – مجردة. كما تم اعداد الوثائق التقنية بغرض استغلال مياه انهر تونس الشمالية.
في عام 1993 تم توقيع اتفاقية التعاون في المجال التجاري والاقتصادي ومجال إنشاء المشاريع المائية التقنية.
عقد ت في أعوام 1999 و2003 و2008 اجتماعات اللجنة الحكومية الثنائية الخاصة بالتعاون الاقتصادي والعلمي والتقني. التي اسفرت عن توقيع اتفاقية لحكومية والبرنامج الحكومي في مجال التعاون الثقافي والعلمي، واتفاقية وزارية حول التعاون في مجال التأهيل المهني.
بلغ التداول السلعي بين الدولتين في عام 2008 1.71 مليار دولار (805 مليون دولار في عام 2007) وازداد بمقدار مرتين، مقارنة مع عام 2007، وذلك علي حساب تصدير النفط ومشتقاته بمبلغ 550 مليون دولار، والكبريت والامونيا بمبلغ 500 مليون دولار إلى تونس. وبحسب المعلومات الواردة من الجانب التونسي فان روسيا أصبحت في عام 2008 شريكا ثالثا على الصعيد التجاري الخارجي بالنسبة لتونس، علما ان التصدير الروسي إلى تونس يشكل نسبة 95% من التداول السلعي التونسي الإجمالي. فيما بلغ التصدير التونسي إلى روسيا 25 مليون دولار فقط..
ومن الصادرات الروسية الأخرى يمكن ذكر الاخشاب والورق والسبائك الفولاذية والاسبستوس. اما تونس فتصدر إلى روسيا زيت الزيتون والمنتجات الزراعية ومنتجات النسيج. وفي عام 2008 تم إنشاء أول مؤسسة روسية تونسية مشتركة تعمل على تعبيد الطرق في تونس. وفي عام 2008 حصلت المؤسسة الروسية الفيتنامية المشتركة على ترخيص بتنقيب النفط في تونس.
تم بموسكو في مارس/آذار عام 2006 توقيع اتفاقية تأسيس مجلس الأعمال الروسي التونسي. واعلن التونسيون رغبتهم في البدء بإنشاء محطة كهرذرية بقدرة 900 ميغاواط في عام 2010. فيما اعربت شركة «روس آتوم» الروسية عن استعدادها للحوار حول إقامة التعاون مع تونس في هذا المجال.

## التعاون في مجال الصحة والسياحة والتعليم
تتطور بنجاح العلاقات الروسية التونسية في مجال الرعاية الصحية. ويعمل حاليا في تونس فريق من الأطباء يضم 150 طبيبا، وبينهم 40 طبيبا روسيا يمثلون مؤسسة «زدراف اكسبورت» الحكومية الروسية.
تم في موسكو عام 1998 عقد اتفاقية حكومية في مجال السياحة. شهدت العلاقات السياحية ازدهارا ليبلغ عدد زوار تونس في عام 2016 حوالي 600 ألف سائح روسي مقارنة بحوالي 50 ألف سائح فقط سنة 2015 (180 الف سائح روسي في عام 2008، 130 الف سائح عام 2007 و107 الف سائح عام 2006) حيث تعتبر تونس إحدى أهم المقاصد المفضلة بالنسبة للسائح الروسي.
يعمل في تونس 24 مدرسا روسيا، وذلك في مجال التأهيل المهني - التقني. وتم بمساعدة روسيا إنشاء مدرسة هندسية وطنية وهي أول مؤسسة تكنولوجية للتعليم العالي في تونس.